# Schwarzkopf-Stiftung Junges Europa
Die Schwarzkopf-Stiftung Junges Europa (bis Dezember 2009 Heinz-Schwarzkopf-Stiftung Junges Europa) ist eine 1971 im Gedenken an Heinz Schwarzkopf, den Sohn des Haarkosmetikindustriellen Hans Schwarzkopf, gegründete Stiftung. Ihr Zweck ist es, „junge Menschen auf ihrem Weg zu politisch bewussten und verantwortungsbereiten Persönlichkeiten zu fördern und den europäischen Einigungsprozess zu stärken“.

## Geschichte
Die Stiftung wurde 1971 in Hamburg von Heinz Schwarzkopfs Witwe Pauline Schwarzkopf gegründet. Die Stiftung führt seitdem zahlreiche politische Bildungsveranstaltungen zu europapolitischen Themen durch. Als eine der ersten überparteilichen Institutionen hat die Stiftung darüber hinaus Jugendreisen in die DDR und nach Polen veranstaltet.
Nachdem ein von der Stiftung in Auftrag gegebenes historisches Gutachten die Mitgliedschaft von Heinz Schwarzkopf in der NSDAP, der SA und der SS dokumentierte, beschloss der Stiftungsvorstand Ende 2008, den Namen der Stiftung von „Heinz Schwarzkopf Stiftung Junges Europa“ in „Schwarzkopf-Stiftung Junges Europa“ zu ändern. Die Satzung wurde im Zuge dessen um das Ziel der Bekämpfung von Rechtsextremismus, Rassismus und Antisemitismus erweitert.

## Aktivitäten

### Veranstaltungen und Seminare
Eine Hauptaktivität ist die Organisation von politischen Bildungsveranstaltungen für Jugendliche. Dazu gehören Diskussionen mit hochrangigen Politikern und anderen Entscheidungsträgern, Seminare und Tagungen zu europapolitischen Themen, Besuche in den Botschaften europäischer Länder und Reisen zu den Institutionen der EU.

### Europa Verstehen
Im Rahmen des „Europa Verstehen“-Programms bietet die Stiftung vierstündige EU-Kompakt-Kurse an Schulen in Nordrhein-Westfalen, Berlin, Brandenburg und Hamburg an:
Dabei gehen junge, eigens geschulte Trainer in Teams in die Schulen und führen den EU-Kompakt-Kurs nach dem Peer-Education-Ansatz durch. Die Jugendlichen arbeiten in Kleingruppen, haben Raum ihre Fragen zu stellen und gemeinsam zu überlegen, wo und wie die EU Einfluss auf ihr tägliches Leben hat.
Des Weiteren bringen die Trainer ihren persönlichen Erfahrungshintergrund ein – zum Beispiel ihr im Rahmen des Studiums erworbenes Fachwissen, ihre interkulturellen Erfahrungen oder ihre Kenntnisse über Beteiligungsmöglichkeiten für Jugendliche. Eine Vorbereitung und Vorwissen zur EU sind nicht erforderlich. Das Ziel des Projekts ist es, den Jugendlichen ein grundlegendes Verständnis europäischer Politik zu vermitteln. Außerdem sollen die Jugendlichen zu einer offenen Diskussion über europapolitische Themen ermutigt werden.

### Reisestipendien
Seit ihrer Gründung vergibt die Stiftung außerdem jährlich Reisestipendien in Höhe von je 600 €. Sie fördert damit junge Menschen bis zu 27 Jahren, die eine Reise durch Europa planen. Voraussetzung ist, dass die Reise unter ein aktuelles Thema von europäischer Relevanz gestellt und über dieses Thema ein Bericht geschrieben wird.

### Preise
Seit 1997 zeichnet die Stiftung einmal jährlich eine Person (oder mehrere Personen) als „Young European of the Year“ aus. Mit dem Preis werden junge Menschen bis zu 26 Jahren geehrt, die sich in besonderer Weise ehrenamtlich um die europäische Verständigung und das Zusammenwachsen Europas verdient gemacht haben. Der Preis ist mit 5.000 Euro dotiert. Das Preisgeld ermöglicht ein Praktikum bei einem Abgeordneten des Europäischen Parlaments oder einer anderen europäischen Institution oder aber die Durchführung eines eigenständigen Projektes mit dem Ziel der Stärkung europäischer Integration.
Der „Schwarzkopf-Europa-Preis“ wurde anlässlich des dreißigjährigen Stiftungsjubiläums 2001 ausgelobt. Mit der Auszeichnung werden jährlich Institutionen oder Personen des öffentlichen Lebens geehrt, die sich nach Ansicht der Stiftung in besonderer Weise um die europäische Verständigung, um das Zusammenwachsen Europas und seine friedliche, verantwortungsbewusste Rolle in der Welt verdient gemacht haben. Die Jury wird aus den „Jungen Europäern“ der vergangenen Jahre ausgewählt. Erste Preisträgerin im Jahr 2003 war Carla del Ponte, damals Chefanklägerin des Jugoslawientribunals. 2016 zeichnete die Stiftung die Aktivisten der SOS Méditerranée, die "InterEuropean Human Aid Association Germany" und die "Initiative Flüchtlinge Willkommen" mit dem Preis aus.
Von 2014 bis 2023 wurde der Margot-Friedländer-Preis durch die Stiftung in Berlin und Brandenburg verliehen, seit 2018 bundesweit. Der Preis und der dazugehörige Wettbewerb sollten Schüler und Lehrer motivieren, sich mit dem Holocaust und heutiger Erinnerungskultur auseinanderzusetzen und sich mit den daraus gewonnenen Erkenntnissen im Kampf gegen Antisemitismus, Rechtsextremismus und Ausgrenzung zu engagieren. Das Preisgeld diente zur Finanzierung des mit dem Preis ausgezeichneten Projekts. Seit 2024 wird der Margot Friedländer Preis von der Margot Friedländer Stiftung vergeben.

### European Youth Parliament
Seit November 2004 leitet die Stiftung die internationale Ebene des Europäischen Jugendparlaments. Damit ist sie die Dachorganisation der 40 nationalen Verbände und unterstützt diese bei der Durchführung von Veranstaltungen und bei zusätzlichen Aktivitäten. Nach eigener Auskunft finden europaweit jährlich etwa 500 Veranstaltungen und nationale Wettbewerbe statt, an denen etwa 30.000 Jugendliche teilnehmen.